# Сърбохървати
Сърбохървати е спорен термин за обозначаване на единен южнославянски народ, съставен главно от сърби и хървати, а също и от бошняци и черногорци, говорещи на общия им сърбохърватски език.
За такъв народ започва да се говори в края на 19-и – началото на 20 век. По своеобразен начин тази идея предхожда другата за 7-ия народ на Югославия – югославяните, макар и с по-различен нюанс.
Подобно на създаването на общ сърбохърватски език, посредством Виенския книжовен договор, възниква хипотезата за общ произход на хърватите и сърбите. Привърженици на тази идея са някои хърватски и сръбски интелектуалци, групирани около хърватския писател и политик Милан Мариянович.
Разбирането на Мариянович и неговите съмишленици е, че сърбите и хърватите са били някога общ славянски народ – преди идването на турците на Балканите, и че миграционната вълна от османското завоевание напълно е унищожила старите южнославянски племена и вътрешните им взаимовръзки като племенни съюзи и т.н. Остатък от това предходно състояние е общият южнославянски фолклор и език, разкриващ съществуването по-рано на общ етнос - сърбохърватски, базиран на щокавицата. Според възгледа на Мариянович сърбохърватите притежават всички характеристики на съвременна нация по негово време, като към тази нация спадат също бошняците и черногорците. За този си възглед хърватският интелектуалец е повлиян от немския езиков национализъм от средата на 19 век.
Според Милан Мариянович сърбохърватите населяват 7 исторически области:
1. Старосърбиянска (Рашка, Косово, Метохия, и /донякъде, но не съвсем/ северния дял от Македония със Скопие, Куманово и Полога);
2. Херцеговинска (Херцеговина, Черна гора и Южна Далмация);
3. Босненска или Босанска (Босна и Средна Далмация);
4. Сърбиянска (Централна Сърбия);
5. Славонска (Славония с Босненското Посавие, Бараня и Войводина);
6. Хърватска (Горна, т.е. Континентална Хърватия със Загреб и хърватските провинции);
7. Личко-приморска (Лика и хърватското приморие по Далмация).

Марияновичите сърбохървати населяват целия диалектен континуум на щокавските говори, с изключение на Словения и Македония. В този си възглед Мариянович влиза в остро противоречие с великосръбските шовинисти, които воюват по негово време да доказват, че люлка на сръбството е Стара Сърбия, включваща поне Северна Македония със Скопие.
По тази причина марияновичите сърбохървати са алтернатива на сръбските разбирания по „Начертанието“ и са отречени от Великосръбската доктрина, която твърдо залага на етнонима „сърби“ за всички южнославянски народи по Вуков маниер - сърбите, всички и навсякъде.
Марияновичите възгледи срещат отпор и сред хърватските националисти, понеже на практика водят към същите резултати по „Начертанието“ на Илия Гарашанин.